# Intensive Care
Albums de Robbie Williams
Greatest Hits
(2004) Rudebox
(2006)
Intensive Care est un album de Robbie Williams sorti en 2005.

## Titres
1. Ghosts 3:42
2. Tripping 4:39
3. Make Me Pure 4:33
4. Spread Your Wings 3:50
5. Advertising Space 4:37
6. Please Don't Die 4:47
7. Your Gay Friend 3:21
8. Sin Sin Sin 4:09
9. Random Acts of Kindness 4:15
10. The Trouble With Me 4:20
11. A Place to Crash 4:34
12. King of Bloke and Bird 6:13

### Extraits officiels
- Tripping
- Advertising Space
- Sin Sin Sin

## Certifications
| Pays   | Organisme | Certification | Niveau de certification |
| ------ | --------- | ------------- | ----------------------- |
| France | SNEP      | 2 × Platine   |                         |